# Doleschallia areus
Doleschallia areus är en fjärilsart som beskrevs av Hans Fruhstorfer 1907. Doleschallia areus ingår i släktet Doleschallia och familjen praktfjärilar. Inga underarter finns listade i Catalogue of Life.